# Ґульбуддін Хекматіар
Ґульбудді́н Хекматіа́р (1 серпня 1949 , Imam Sahib Districtd, Кундуз, Королівство Афганістан ) — польовий командир афганських моджахедів, прем'єр-міністр Афганістану (в 1993–1994 і 1996), лідер Ісламської партії Афганістану.

## Біографія
- Народився в кишлаку Вартапур, округу Імамсахіб, провінції Кундуз (за іншою версією в провінції Лагман чи Баглан). Походить із пуштунського племені хароті. Встутив до військової академії, в 1968 перевівся на інженерний факультет Кабульського університету.
- У 1972 році потрапив до тюрми за підозрою у вбивстві Сайдала Сохандана — лідера студентського маоїського гуртка Вічний Вогонь (за іншою версією — за антимонархічні висловлювання). Після перевороту Дауда в 1973 р. (за іншою версією — рятуючись від переслідування за вбивство Сохандана) емігрував до Пакистану, долучившись до опозиціонерів новому режиму. В 1975 заснував у Пешаварі Ісламську партію Афганістану («Хезб-і-Ісламі»).
- В 1975 очолив виступ проти диктатури Дауда в Панджшері.
- Ветеран війни проти радянських інтервентів (1979–1989). Чисельність бійців Хекматіара досягала 40 570 і становила 33 % від загальної кількості афганських моджахедів.
- 1990 — підтримав спробу військового перевороту проти режиму Наджибулли.
- Після падіння режиму Наджибулли став прем'єр-міністром Афганістану.
- В січні 1994 року в союзі з генералом Дустумом розпочав військове протистояння з Ахмад Шахом Масудом за контроль над Кабулом.
- В 1995 році формування Г. Хекматіара були розгромлені талібами. В травні 1996 — прем'єр-міністр Афганістану в уряді Раббані.
- Після захоплення влади радикальним ісламським рухом «Талібан» емігрував до Ірану.
- У 2002 році заявив про свій перехід на бік талібів «до вигнання іноземних інтервентів», закликавши всі афганські партії і рухи до боротьби з агресорами.

## Звинувачення в тероризмі
- 2003 — Хекматіар оголошений США міжнародним терористом за співпрацю з Аль-Каїдою і рухом «Талібан».